# Peronella hinemoae
Peronella hinemoae is een zee-egel uit de familie Laganidae.
De wetenschappelijke naam van de soort werd in 1921 gepubliceerd door Theodor Mortensen.